# Klobetazol-propionát
A klobetazol-propionát igen erős hatású lokális kortikoszteroid (glükokortikoid). Nemspecifikus gyulladáscsökkentő hatását a bőrön vasoconstrictiót okozó és kollagén szintézist csökkentő hatása révén fejti ki.
Az alábbi betegségek kezelésére alkalmazzák: seborrhoeás dermatitis, kontakt ekcéma, atopiás dermatitis, pikkelysömör, lupus erythematosus, erythema multiforme, discoid lupus erythematosus, lichen planus, lichenoid ekcéma.

## Készítmények
- Dermovate (GlaxoSmithKline)
- Clobex
- Closanasol
- Haloderm